# Světový pohár v orientačním běhu 1996
Světový pohár v orientačním běhu 1996 (Orienteering World Cup 1996) byl 6. ročníkem této soutěže. Skládal se z 8 individuálních závodů, které se konaly v Litvě, Lotyšsku, Švédsku, Norsku, Švýcarsku a Francii.  
V mužské kategorii zvítězil Johan Ivarsson ze Švédska, který získal 181 bodů.  
V ženské kategorii dominovala Gunilla Svärd ze Švédska, která získala 192 bodů.
---

## Individuální závody Světového poháru 1996
| č. | Datum             | Trať   | Místo                    | Vítěz muži        | Vítěz ženy       |
| -- | ----------------- | ------ | ------------------------ | ----------------- | ---------------- |
| 1  | 8. května 1996    | Long   | Juodkrantė, Litva        | Jörgen Mårtensson | Hanne Staff      |
| 2  | 11. května 1996   | Long   | Cēsis, Lotyšsko          | Sixten Sild       | Anette Granstedt |
| 3  | 30. července 1996 | Middle | Mölndal, Švédsko         | Timo Karppinen    | Gunilla Svärd    |
| 4  | 3. srpna 1996     | Long   | Vestmarka, Oslo, Norsko  | Peter Jacobsson   | Katarina Borg    |
| 5  | 19. srpna 1996    | Middle | Langnau, Švýcarsko       |                   |                  |
| 6  | 21. srpna 1996    | Long   | Leuk, Švýcarsko          |                   |                  |
| 7  | 24. srpna 1996    | Long   | Villard de Lans, Francie |                   |                  |

---

## Celkové pořadí

### Muži
| Pořadí | Závodník          | Země    | Body |
| ------ | ----------------- | ------- | ---- |
| 1.     | Johan Ivarsson    | Švédsko | 181  |
| 2.     | Jörgen Mårtensson | Švédsko | 178  |
| 3.     | Timo Karppinen    | Finsko  | 176  |

### Ženy
| Pořadí | Závodnice       | Země    | Body |
| ------ | --------------- | ------- | ---- |
| 1.     | Gunilla Svärd   | Švédsko | 192  |
| 2.     | Marlena Jansson | Švédsko | 189  |
| 3.     | Hanne Staff     | Norsko  | 184  |

---